# Patrimoni dell'umanità della Svizzera
I patrimoni dell'umanità della Svizzera sono i siti dichiarati dall'UNESCO come patrimonio dell'umanità in Svizzera, la quale è divenuta parte contraente della Convenzione sul patrimonio dell'umanità il 17 settembre 1975.
Al 2021 i siti iscritti nella Lista dei patrimoni dell'umanità sono tredici, mentre due sono le candidature per nuove iscrizioni. I primi siti iscritti nella lista sono stati nel 1983 il Monastero benedettino di San Giovanni presso Müstair, l'Abbazia di San Gallo e la Città vecchia di Berna, durante la settima sessione del comitato del patrimonio mondiale. Gli altri siti furono aggiunti nel 2000, 2001, 2003, 2007, 2008 (due), 2009, 2011, 2016 e 2021. Nove siti sono considerati culturali, secondo i criteri di selezione, quattro naturali; cinque sono parte di siti transnazionali.

## Siti del Patrimonio mondiale
| Foto | Sito                                                                                   | Luogo | Tipo                           | Anno      | Descrizione |
| ---- | -------------------------------------------------------------------------------------- | --- | ------------------------------ | --------- | --- |
|      | Città vecchia di Berna                                                                 | Berna | Culturale (267; iii)           | 1983      | Fondata nel XII secolo su una collina circondata dal fiume Aar, Berna si è sviluppata nel corso dei secoli secondo un concetto di pianificazione eccezionalmente coerente. Gli edifici della Città vecchia, risalenti a diversi periodi, includono portici del XV secolo e fontane del XVI secolo. La maggior parte della città medievale è stata restaurata nel XVIII secolo, ma ha mantenuto il suo carattere originale. |
|      | Abbazia di San Gallo                                                                   | San Gallo | Culturale (268; ii, iv)        | 1983      | L'Abazia di San Gallo, perfetto esempio di grande monastero carolingio, è stato, dall'VIII secolo fino alla sua secolarizzazione nel 1805, uno dei più importanti d'Europa. La sua biblioteca è una delle più ricche e antiche del mondo e contiene preziosi manoscritti come il più antico progetto architettonico conosciuto disegnato su pergamena. Dal 1755 al 1768 l'area conventuale fu ricostruita in stile barocco. La cattedrale e la biblioteca sono le caratteristiche principali di questo straordinario complesso architettonico, che riflette 12 secoli di continua attività. |
|      | Monastero benedettino di San Giovanni presso Müstair                                   | Val Müstair | Culturale (269; iii)           | 1983      | Il Monastero di Müstair, che sorge in una valle dei Grigioni, è un buon esempio di rinnovamento monastico cristiano durante il periodo carolingio. Ha la più grande serie di pitture murali figurative della Svizzera, dipinta intorno all'800 d.C., insieme ad affreschi e stucchi romanici. |
|      | Tre castelli, mura difensive e bastioni della città-mercato di Bellinzona              | Bellinzona | Culturale (884; iv)            | 2000      | Il sito di Bellinzona è costituito da un gruppo di fortificazioni raggruppate attorno al castello di Castelgrande, che sorge su un picco roccioso che domina l'intera valle del Ticino. Partendo dal castello, una serie di mura fortificate proteggono il borgo antico e bloccano il passaggio nella valle. Un secondo castello (Montebello) fa parte integrante delle fortificazioni, mentre un terzo ma separato castello (Sasso Corbaro) è stato costruito su un promontorio roccioso isolato a sud-est delle altre fortificazioni. |
|      | Alpi svizzere Jungfrau-Aletsch                                                         | Canton Berna, Canton Vallese | Naturale (1037; vii, viii, ix) | 2001-2007 | L'estensione del patrimonio naturale dell'umanità di Jungfrau-Aletsch-Bietschhorn fornisce un eccezionale esempio della formazione delle Alpi, compresa la parte più ghiacciata della catena montuosa e il più grande ghiacciaio dell'Eurasia. Presenta un'ampia diversità di ecosistemi, comprese le fasi successionali dovute in particolare al ritiro dei ghiacciai dovuto ai cambiamenti climatici. Il sito è di eccezionale valore universale sia per la sua bellezza che per la ricchezza di informazioni in esso contenute sulla formazione di montagne e ghiacciai, nonché sui cambiamenti climatici in atto. È anche prezioso in termini di processi ecologici e biologici che illustra, in particolare attraverso la successione dei piani. Il suo paesaggio impressionante ha svolto un ruolo importante nell'arte, nella letteratura, nell'alpinismo e nel turismo alpino europei. |
|      | Monte San Giorgio                                                                      | Brusino Arsizio, Mendrisio, Riva San Vitale e Stabio (condiviso con Italia) | Naturale (1090; viii)          | 2003      | La montagna boscosa a forma di piramide del Monte San Giorgio accanto al Lago di Lugano è considerata la migliore documentazione fossile di vita marina del Triassico (245-230 milioni di anni fa). La sequenza registra la vita in un ambiente lagunare tropicale, riparato e parzialmente separato dal mare aperto da una barriera corallina al largo. All'interno di questa laguna fiorì una variegata vita marina, inclusi rettili, pesci, bivalvi, ammoniti, echinodermi e crostacei. Poiché la laguna era vicino alla terra, i resti includono anche fossili terrestri di rettili, insetti e piante, risultando in una fonte estremamente ricca di fossili. |
|      | Lavaux, vigneti terrazzati                                                             | Distretto di Lavaux | Culturale (1243; iii, iv, v)   | 2007      | I vigneti terrazzati di Lavaux, che si estendono per circa 30 km lungo la sponda settentrionale del Lago di Ginevra, esposta a sud, dal castello di Chillon alla periferia orientale di Losanna nella regione del Vaud, coprono le pendici inferiori della montagna tra i villaggi e il lago. Sebbene ci siano alcune prove che la vite fosse coltivata nella zona in epoca romana, gli attuali terrazzamenti possono essere fatti risalire all'XI secolo, quando i monasteri benedettini e cistercensi controllavano l'area. Si tratta di un esempio eccezionale di interazione secolare tra le persone e il loro ambiente, sviluppato per ottimizzare le risorse locali in modo da produrre un vino di grande valore e da sempre importante per l'economia. |
|      | Arena tettonica svizzera di Sardona                                                    | Canton Glarona, Canton Grigioni, Canton San Gallo | Naturale (1179; viii)          | 2008      | L'arena tettonica svizzera di Sardona mostra un eccezionale esempio di formazione di montagne attraverso collisioni continentali e presenta eccellenti sezioni geologiche attraverso la spinta tettonica, ovvero il processo mediante il quale rocce più vecchie e più profonde vengono trasportate su rocce più giovani e meno profonde. Il sito si distingue per la chiara esposizione tridimensionale delle strutture e dei processi che caratterizzano questo fenomeno ed è stato un sito chiave per le scienze geologiche sin dal XVIII secolo. Le Alpi Glaronesi sono montagne glaciali che si innalzano drammaticamente sopra strette valli fluviali e sono il sito della più grande frana post-glaciale nella regione alpina centrale. |
|      | Ferrovia retica nei paesaggi dell'Albula e del Bernina                                 | Canton Grigioni (condiviso con Italia) | Culturale (1276; ii, iv)       | 2008      | La Ferrovia retica nei paesaggi dell'Albula e del Bernina, riunisce due linee ferroviarie storiche che attraversano le Alpi svizzere attraverso due passi. Inaugurata nel 1904, la linea dell'Albula nella parte nord-occidentale della proprietà è lunga 67 km. È dotata di una serie impressionante di strutture tra cui 42 tunnel e gallerie coperte e 144 viadotti e ponti. La linea del passo del Bernina (di 61 km) comprende 13 gallerie e 52 viadotti e ponti. La proprietà è esemplare dell'uso della ferrovia per superare l'isolamento degli insediamenti nelle Alpi centrali all'inizio del XX secolo, con un impatto socioeconomico importante e duraturo sulla vita in montagna. Costituisce un eccezionale insieme tecnico, architettonico e ambientale e incarna realizzazioni architettoniche e di ingegneria civile, in armonia con i paesaggi attraverso i quali passano. |
|      | La Chaux-de-Fonds / Le Locle, pianificazione urbana dell'orologeria                    | La Chaux-de-Fonds, Le Locle | Culturale (1302; iv)           | 2009      | Il sito è costituito da due città vicine l'una all'altra in un ambiente remoto nelle montagne del Giura svizzero, su un terreno inadatto all'agricoltura. La loro pianificazione e gli edifici riflettono il bisogno di organizzazione razionale degli orologiai. Progettate all'inizio del XIX secolo, dopo estesi incendi, le città devono la loro esistenza a questa singola industria. La loro disposizione lungo uno schema aperto di strisce parallele su cui si intrecciano abitazioni residenziali e laboratori riflette le esigenze della cultura orologiera locale che risale al XVII secolo ed è ancora viva oggi. Il sito presenta eccezionali esempi di città manifatturiere monoindustriali ben conservate e ancora attive. L'urbanistica di entrambe le città ha consentito il passaggio dalla produzione artigianale di un'industria artigianale alla produzione industriale più concentrata della fine del XIX e XX secolo. La città di La Chaux-de-Fonds è stata descritta da Karl Marx come una "enorme città-fabbrica" ne Il Capitale dove ha analizzato la divisione del lavoro nell'industria orologiera del Giura. |
|      | Siti palafitticoli preistorici attorno alle Alpi                                       | 56 siti (altri 55 sono in Austria, Francia, Germania, Italia e Slovenia) | Culturale (1363; iv, v)        | 2011      | Gli scavi di questi insediamenti palafitticoli preistorici hanno fornito importanti informazioni circa la vita nella regione alpina dell'Europa durante il Neolitico e l'età del bronzo. Cinquantasei sono i siti iscritti in Svizzera (la metà del totale), disposti in un ampio arco pedemontano che va dal Lago di Costanza a quello di Ginevra. |
|      | L'opera architettonica di Le Corbusier, un contributo eccezionale al Movimento Moderno | Corseaux, Ginevra (altri 15 sono in Argentina, Belgio, Francia, Germania, Giappone e India) | Culturale (1321; i, ii, vi)    | 2016      | Scelti dall'opera di Le Corbusier, i 17 siti che compongono questa proprietà seriale transnazionale sono distribuiti in sette paesi e sono una testimonianza dell'invenzione di un nuovo linguaggio architettonico che ha rotto con il passato. Furono costruiti nell'arco di mezzo secolo, nel corso di quella che Le Corbusier definì "ricerca paziente" e riflettono le soluzioni che il Movimento Moderno ha cercato di applicare durante il XX secolo alle sfide di inventare nuove tecniche architettoniche per rispondere ai bisogni della società. Questi capolavori di genio creativo attestano anche l'internazionalizzazione della pratica architettonica in tutto il pianeta. I due siti svizzeri della serie sono la Villa Le Lac a Corseaux, nel Vaud, e l'Immeuble Clarté a Ginevra. |
|      | Antiche faggete primordiali dei Carpazi e di altre regioni d'Europa                    | Bettlach, Maggia (altri 92 sono in Albania, Austria, Belgio, Bosnia ed Erzegovina, Bulgaria, Croazia, Francia, Germania, Italia, Macedonia del Nord, Polonia, Rep. Ceca, Romania, Slovacchia, Slovenia, Spagna e Ucraina) | Naturale (1133; ix)            | 2021      | Questa proprietà transnazionale comprende 94 componenti in 18 paesi. Dalla fine dell'ultima era glaciale, il faggio europeo si è diffuso da poche aree di rifugio isolate nelle Alpi, Carpazi, Dinaridi, Mediterraneo e Pirenei in un breve periodo di poche migliaia di anni in un processo tuttora in corso. L'espansione di successo in un intero continente è legata all'adattabilità e alla tolleranza dell'albero alle diverse condizioni climatiche, geografiche e fisiche. In Svizzera la serie comprende la Foresta della valle di Lodano, nel Canton Ticino, e la Foresta della Bettlachstock, nel Cantone di Soletta. |

## Siti candidati
| Foto | Sito                                                                             | Luogo            | Tipo                    | Anno       | Descrizione |
| ---- | -------------------------------------------------------------------------------- | ---------------- | ----------------------- | ---------- | --- |
|      | Ponte sulla gola del Salgina                                                     | Schiers          | Culturale (6191; i, iv) | 31/01/2017 | Il sito designato comprende il ponte stradale che attraversa la gola del Salgina tra Schiers e Schuders, nel Canton Grigioni, nonché i suoi immediati dintorni. Questa opera d'arte è stata realizzata a seguito di un concorso di architettura bandito nel 1928, tre anni dopo la revoca del divieto di circolazione dei veicoli privati nel Canton Grigioni. Progettato dall'ingegnere civile svizzero Robert Maillart (1872-1949), è formato da un arco scatolare con tre giunti in cemento armato della lunghezza di 90 m, il più grande arco di questo tipo esistente all'epoca della sua costruzione. Con una lunghezza totale di 132 m, il ponte attraversa la gola del Salgina ad un'altezza di 93 m sopra l'acqua, richiedendo la costruzione di un ponteggio particolarmente aereo. L'arco disegna una curva di grande eleganza sul piano verticale. |
|      | Antiche faggete primordiali dei Carpazi e di altre regioni d'Europa - estensione | Bettlach, Maggia | Naturale (6333; ix)     | 28/02/2018 | Si tratta di un'estensione del sito che documenta e segue la diffusione e l'evoluzione del faggio nel continente europeo. In Svizzera la candidatura include la Foresta della valle di Lodano, nel Canton Ticino, e la Foresta della Bettlachstock, nel Cantone di Soletta. |